# Бок, Ян
Ян Бок, немецкий вариант — Ганс (Йоганнес) Бок, венгерский вариант — Янош Бокациус (н.-луж. Jan Bok, нем.  Hans (Johannes) Bock, венг. Bocatius János, 25 декабря 1569 года, Ветошов, Лужица — 12 ноября 1621 года, Угерски-Брод) — венгерский и нижнелужицкий писатель и поэт, писавший на латинском языке, историк, политик и дипломат.

## Биография
Обучался в Дрездене и Виттенберге. Был учеником лужицкого математика, астронома, медика и протестантского реформатского деятеля Каспара Пойцера, который был знаком с религиозным деятелем Филиппом Меланхтоном.
Около 1590 года переехал в Венгрию, где преподавал в евангелической школе в Шелмецбанье. В 1594 году взял на себя руководство евангелическими школами в Прешове и Кошице. В 1596 году получил научную степень доктора философии в Виттенберге. Носил титул императорского придворного поэта «Poeta laureatus ceasareus», который ему присвоил венгерский король Рудольф II. С 1599 года был ректором в университете в Кошице. В 1603 году был избран главой городского муниципалитета. В 1604 году был назначен городским судьёй.
Был последователем трансильванского князя Иштвана Бочкаи, который был вождём антигабсбургского восстания, за что по приказу Рудольфа II был арестован и препровождён в Вену и потом помещён в темницу в Белой башне в Праге на пожизненное заключение. По ходатайству его жены был освобождён из заключения 1 декабря 1600 года. В следующем году получил помилование от Рудольфа I. Позднее был назначен губернатором Габором Бетленем директором библиотеки в Дьюлафехерваре. С 1618 года служил дипломатом.
Самыми известными его произведениями являются его поэтические произведения, сочинение эпистолярного жанра «Relatio» и «Olympyas carceraria», которые представляет собой его личный дневник.

## Сочинения
- «Celadon. Ecloga… Bartphae», Erzsébetet 1594;
- «Ungaria gratulans ser principi ac domino Maximiliano archiduci Austriaco… cum partes Ungariae Superioris ingreditur». Bártfa, 1595;
- «Elegiae duae. Altera M. Joannis Bocatii P. L. altera P. Joannis Balogi Th. amincis lectoribus exhibendae», Bártfa, 1595;
- «Oratio de profanitate Turcicae religionis, deque rebellionis maledicti regni initiis et incrementis». Wittenberg, 1596;
- «Siracides vel Ecclesiasticus Jesu, filii Sirach, Paraeneses ad vitam bene beateque transigendam in locos communes redactae et versibus elegiacis redditae». 1596;
- «Castra temperantiae». Bártfa, 1597;
- «Musae parentales. U. ott», 1598;
- «Munus Judiciale. U. ott», 1598;
- «Novus Annus. U. ott». 1599;
- «Hungaridos libri poematum», Bártfa, 1599;
- «Commentatio epistolica de legatione sua ad Stephanum Bocskay. Transilvaniae principem, et suscepta cum eo anno», 1605;
- «Olympias Carceraria», 1611;
- «Salamon Hungaricus vel de Mathiae Corvini, potentissimi ac felicissimi… Hungariae regis… dictis. Cassoviae». 1611;
- «Militia S. Georgii. U. ott». 1612;
- «Hebdomelodia Psalmi 103. U. Ott», 1614;
- «Anser nuptialis. U. Ott», 1618;
- «Historia Parasceve. U. Ott», 1621.

## Память
В Фечау на стене Сербско-немецкой двойной церкви укреплена мемориальная табличка, посвящённая Яну Боку.